# Amanda Bearse

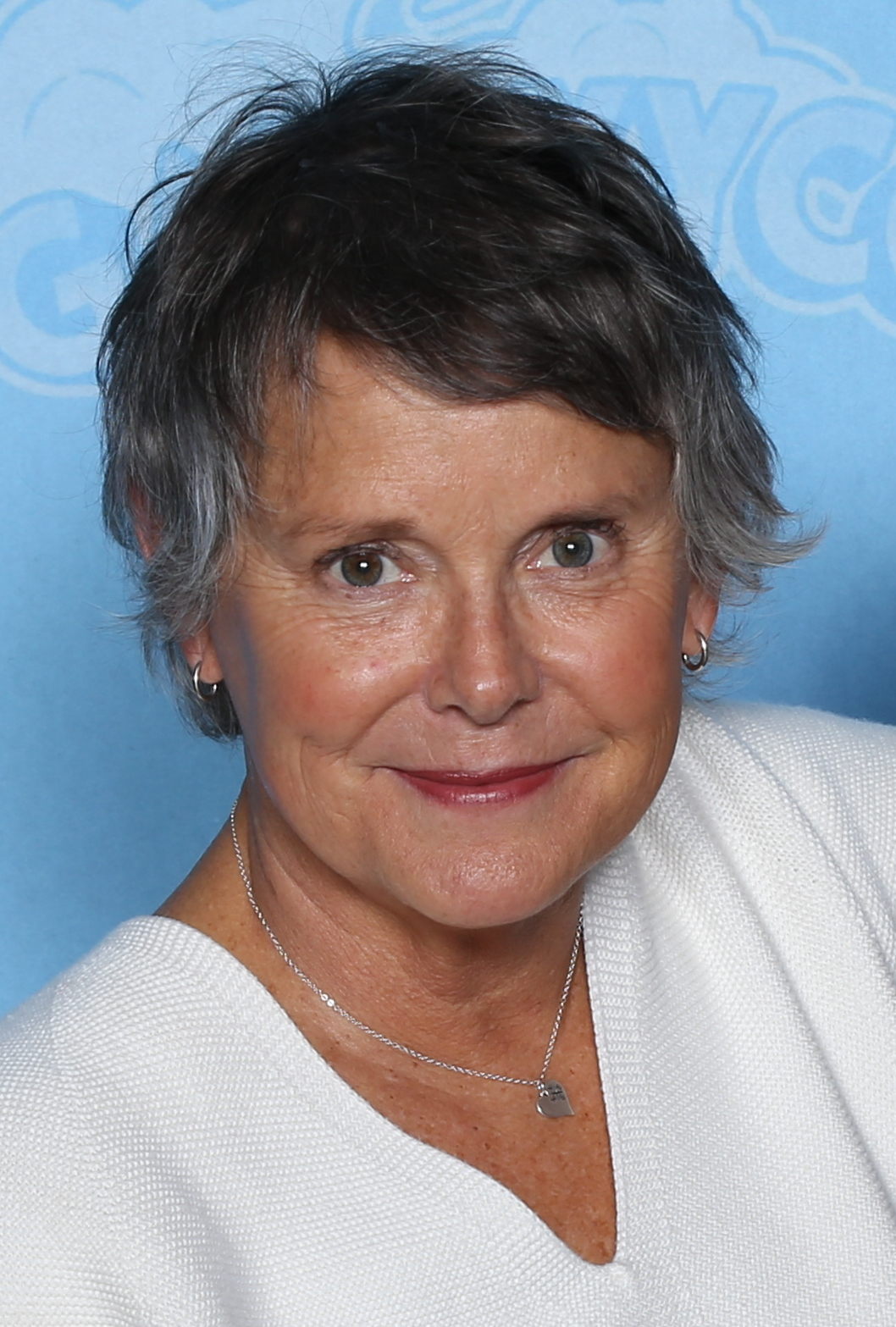
Amanda Bearse (2019)

Amanda Bearse (* 9. August 1958 in Winter Park, Florida) ist eine US-amerikanische Schauspielerin und Regisseurin.

## Leben
Bearse studierte nach der Highschool zunächst englische Literatur und Schauspiel bei Sanford Meisner am Neighborhood Playhouse in New York. Anschließend absolvierte sie am American Film Institute in Los Angeles eine Ausbildung als Regisseurin und arbeitete nebenbei als Theaterschauspielerin am Off-Broadway.
Ihre erste größere Rolle erhielt sie in der Seifenoper All My Children, in der sie von 1982 bis 1984 die „Amanda Cousins“ verkörperte. Internationale Bekanntheit erreichte sie 1987 durch ihre Rolle als „Marcy Rhoades-D'Arcy“ in der Sitcom Eine schrecklich nette Familie, in der sie als erfolgsorientierte Bankkauffrau zehn Jahre und elf Staffeln lang neben dem misanthropischen Anti-Helden und Schuhverkäufer Al Bundy spielte. Im Kino war sie als Hauptdarstellerin neben Roddy McDowall als furchtsamem Vampirjäger in der Horrorkomödie Die rabenschwarze Nacht – Fright Night (1985) zu sehen. Weitere Filmauftritte hatte sie neben Goldie Hawn in Protocol – Alles tanzt nach meiner Pfeife (1984) und an der Seite von Tim Robbins in American Eiskrem (1985). Im Fernsehen spielte sie Gastrollen in Serien wie Hotel und dem Serienspecial Eine unheimliche Familie zum Schreien (1995).
Außerdem zählt Bearse zu den wenigen Frauen, die sich im amerikanischen Fernsehen als Regisseurin etablieren konnten. Sie drehte zahlreiche Folgen von Eine schrecklich nette Familie und anderen Sitcoms wie Jesse mit Christina Applegate, die als Al Bundys Tochter zehn Jahre lang ihre Nachbarin gewesen war, Dharma & Greg mit Jenna Elfman und Veronica mit Kirstie Alley.
1993 outete sich Bearse als homosexuell, nicht zuletzt im Zusammenhang mit ihrem Auftritt in „Out There 2“, eine Stand-up-Comedy-Produktion mit anderen lesbischen, schwulen, bisexuellen und transsexuellen Komikern. Sie lebt in Los Angeles mit ihren zwei Adoptivtöchtern und ihrer langjährigen Partnerin zusammen, die sie 2010 heiratete.

## Filmografie (Auswahl)
Schauspielerin
- 1982–1983: All My Children (Fernsehserie, 10 Folgen)
- 1983: First Affair (Fernsehfilm)
- 1984: Protocol – Alles tanzt nach meiner Pfeife (Protocol)
- 1985: American Eiskrem (Fraternity Vacation)
- 1985: Die rabenschwarze Nacht – Fright Night (Fright Night)
- 1986: Hotel (Fernsehserie, 1 Folge)
- 1987–1997: Eine schrecklich nette Familie (Married with Children, Fernsehserie, 259 Folgen)
- 1988: Die Frau, die vom Himmel fiel (Goddess of Love, Fernsehfilm)
- 1992: Likely Suspects (Fernsehserie, 1 Folge)
- 1994: Out There 2 (Fernsehfilm)
- 1995: The Doom Generation
- 1995: Eine unheimliche Familie zum Schreien (Here Come the Munsters, Fernsehfilm)
- 2001: Nikki (Fernsehserie, 1 Folge)
- 2003: Give or Take an Inch (Kurzfilm)
- 2005: Here! Family (Fernsehserie)
- 2011: Drop Dead Diva (Fernsehserie, 2 Folgen)
- 2013: Anger Management (Fernsehserie, 1 Folge)
- 2020: Sky Sharks
- 2022: Bros

Regisseurin
- 1991–1997: Eine schrecklich nette Familie (Married with Children, Fernsehserie, 31 Folgen)
- 1996: Hallo Cockpit (The Crew, Fernsehserie, 1 Folge)
- 1996–1997: Malcolm & Eddie (Fernsehserie, 3 Folgen)
- 1997: Pauly (Fernsehserie, 2 Folgen)
- 1997: Head Over Heels (Fernsehserie, 1 Folge)
- 1997: The Tom Show (Fernsehserie, 3 Folgen)
- 1997: Nick Freno: Licensed Teacher (Fernsehserie, 5 Folgen)
- 1998: Carol läßt nicht locker (Alright Already, Fernsehserie, 2 Folgen)
- 1998: Rude Awakening – Nur für Erwachsene! (Rude Awakening, Fernsehserie, 2 Folgen)
- 1998: Veronica (Veronica's Closet, Fernsehserie, 1 Folge)
- 1998: Der Hotelboy (The Jamie Foxx Show, Fernsehserie, 6 Folgen)
- 1998: Reunited (Fernsehserie, 1 Folge)
- 1999: Ein Trio zum Anbeißen (Two Guys, a Girl and a Pizza Place, Fernsehserie, 1 Folge)
- 1999: Jesse (Fernsehserie, 2 Folgen)
- 1999–2000: Ladies Man (Fernsehserie, 2 Folgen)
- 1998–2000: Dharma & Greg (Fernsehserie, 10 Folgen)
- 2001: Sabrina – Total Verhext! (Sabrina, the Teenage Witch, Fernsehserie, 1 Folge)
- 2001–2002: Reba (Fernsehserie, 5 Folgen)
- 2002: Nikki (Fernsehserie, 1 Folge)
- 2003: George Lopez (Fernsehserie, 1 Folge)
- 2005: Situation: Comedy (Fernsehserie, 1 Folge)
- 1999–2005: MADtv (Fernsehserie, 21 Folgen)
- 2006–2010: The Big Gay Sketch Show (Fernsehserie, 16 Folgen)
- 2010: Leslie Jordan: My Trip Down the Pink Carpet
- 2013: Jessie (Fernsehserie, 2 Folgen)
- 2014: Karate-Chaoten (Kickin' It, Fernsehserie, 1 Folge)
- 2016: Skirtchasers (Fernsehfilm)